# Leça FC
Leça Futebol Clube is een Portugese voetbalclub uit Leça da Palmeira in de gemeente Matosinhos. De club werd opgericht in 1912. De thuiswedstrijden worden in het Estádio do Leça FC gespeeld, dat plaats biedt aan 4.529 toeschouwers. De clubkleuren zijn groen-wit.

## Erelijst
- Liga de Honra

Winnaar (1): 1995

## Bekende (oud-)spelers
- Sérgio Conceição
- Ricardo Carvalho